# سكوت فيلدمان
سكوت فيلدمان (بالإنجليزية: Scott Feldman)‏ هو لاعب كرة قاعدة أمريكي، ولد في 7 فبراير 1983 في كايلو (هاواي) في الولايات المتحدة.

## وصلات خارجية
- سكوت فيلدمان على موقع دوري كرة القاعدة الرئيسي (الإنجليزية)
- سكوت فيلدمان على موقعبيزبول رفرنس.كوم (الدوري الرئيسي) (الإنجليزية)
- سكوت فيلدمان على موقعبيزبول رفرنس.كوم (الدوري الثانوي) (الإنجليزية)
- سكوت فيلدمان على موقع إي إس بي إن.كوم (أم.أل.بي) (الإنجليزية)
- سكوت فيلدمان على موقع مشجعي الرسوم البيانية (الإنجليزية)